# Inneruulat
Inneruulat („Löwenzahn“) ist eine grönländische Rockband.

## Geschichte
Inneruulat wurde 1976 als eine der ersten grönländischen Rockbands in Aasiaat gegründet. Als Gründungsmitglieder gelten Kaaleeraq Reimer, Juaansi Lynge, Angut Clasen und Aqqalu Alaufesen. Die Besetzung wechselte in den folgenden Jahrzehnten teils. Zu weiteren späteren Bandmitgliedern gehören bspw. Leif Immanuelsen, Pele Kaspersen, Nukannguaq Sandgreen, Viila Sandgreen, Jaaku Larsen, Hans Egede Berthelsen und Aqqaluk Fleischer. Die Band gehört zu den klassischen grönländischen Rockbands, deren Texte und Musik wie Sumé starke antikolonialistische Botschaften vermitteln und beispielsweise grönländischen Trommelgesang einbinden. Die Band gab in den 1980er und 1990er Jahren drei Alben heraus, tritt aber weiterhin auf und konnte 2021 ihr 45. Jubiläum mit einem Konzert feiern.
Juaansi Lynge und Angut Clasen erhielten 1996 stellvertretend für die Band einen Koda Award. 2021 erhielt Angut Clasen stellvertretend den Ehrenpreis der Koda Awards.

## Diskografie
Alben
- 1981: Inneruulatut Naajorarpugut („Wir wachsen jeder für sich wie Löwenzahn“)
- 1988: Inuummartoqaat
- 1993: Qaartartut („Die Platzenden“)